# フォレドリン
フォレドリン（または ホレドリン、Pholedrine）または4-ヒドロキシ-N-メチルアンフェタミン(4-hydroxy-N-methylamphetamine、4-HMA)は、交感神経系を刺激する薬物である。パレドリノール(Paredrinol)、プルソチル(Pulsotyl)、ヴェリトール(Veritol)とも言う。瞳孔を拡張させることを目的として目薬に用いられる。また、ホルネル症候群の診断にも用いられる。